# Fahrenzhausen
Fahrenzhausen este o comună din landul Bavaria, Germania.